# Macintosh Quadra 950

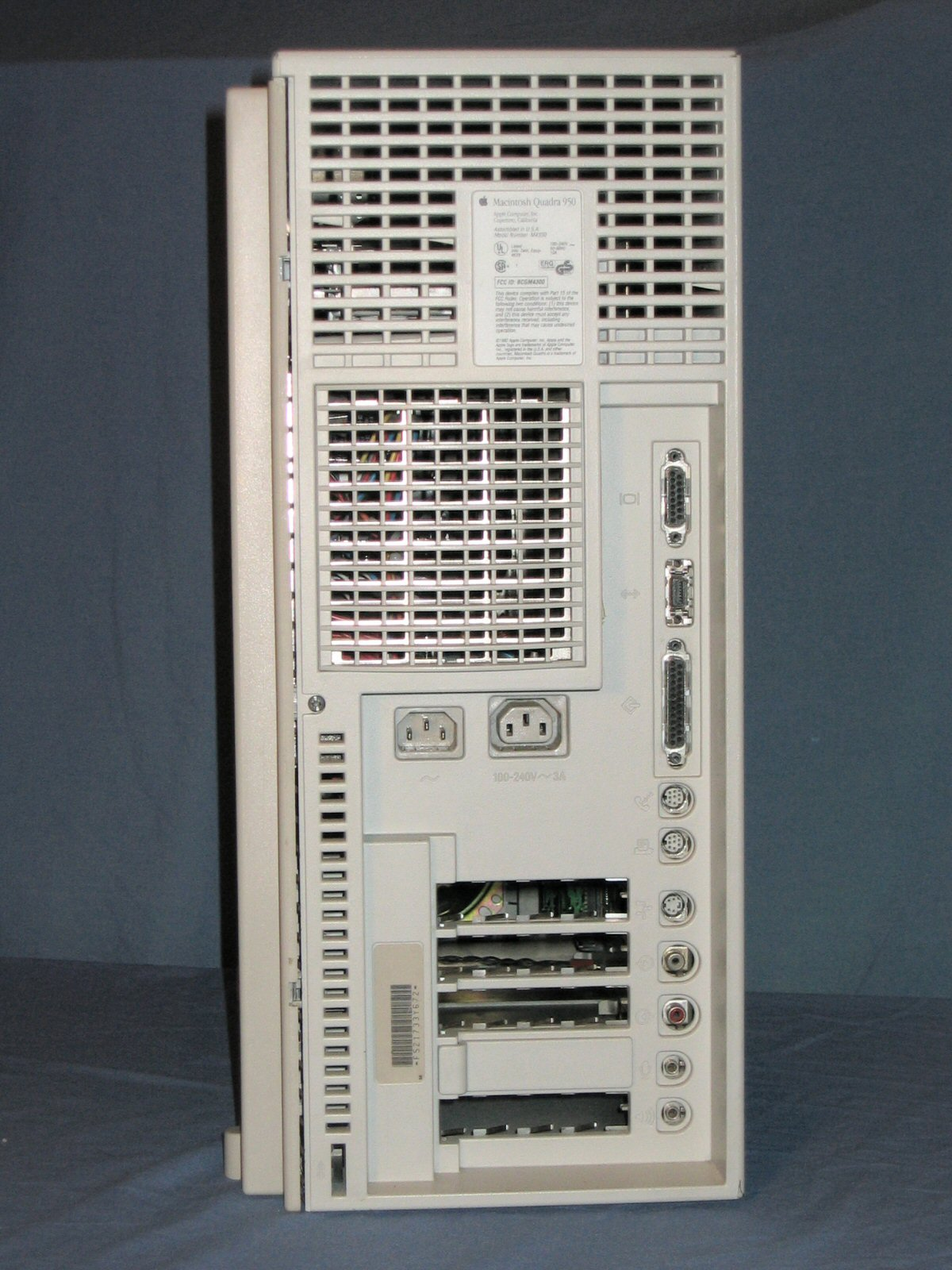
Macintosh Quadra 950, achteraanzicht

De Macintosh Quadra 950 (ook verkocht met aanvullende software als de Workgroup Server 95) is een personal computer die ontworpen, gefabriceerd en verkocht werd door Apple Computer van maart 1992 tot oktober 1995. Het was de vervanger van de Quadra 900 die slechts enkele maanden eerder geïntroduceerd was.
De kloksnelheid van de 68040-processor in de Quadra 950 werd opgetrokken van 25 MHz naar 33 MHz. Naast een snellere CPU was er ook een betere grafische ondersteuning, maar verder waren de Quadra 900 en 950 identiek. In het Processor Direct Slot (PDS) kon een Power Macintosh Upgrade Card geïnstalleerd worden met een PowerPC 601-processor, waardoor de Quadra 950 veranderde in een Power Macintosh 950.
In 1993 werd de 950 qua prestaties ingehaald door de goedkopere Quadra 800 en 840AV. Deze nieuwere Quadra-modellen gebruikten interleaved RAM en hadden een verbeterd videosysteem en SCSI-bus. Hun compactere tower-behuizing bood echter minder uitbreidingsmogelijkheden, waardoor de 950 met zijn grotere tower-behuizing in productie gehouden werd voor de servermarkt en uiteindelijk de 800 en 840AV overleefde. Ook was de Quadra 800 niet in staat om met 24-bits kleur te werken, ongeacht de hoeveelheid VRAM die geïnstalleerd was of de externe videokaart die gebruikt werd, terwijl de Quadra 900 en 950 wel in staat waren tot 24-bits kleur.
De Quadra 950 werd in mei 1995 opgevolgd door de PowerPC-gebaseerde Power Macintosh 9500, de verkoop ging nog door tot oktober. Het was de laatste Macintosh Quadra die door Apple werd verkocht, en een van de laatste overgebleven 68k-modellen vanwege de hoge RAM-capaciteit en het grote aantal NuBus-slots. De Workgroup Server 95 werd opgevolgd door de Workgroup Server 9150.

## Ontwerp
Behuizing: De behuizing van de Quadra 950 bevat een sleutel om de toegang tot verschillende subsystemen te beperken, afhankelijk van de gebruiksomgeving van de computer. De sleutelschakelaar heeft drie standen: UIT, AAN en SECURE. De UIT-stand onderbreekt onmiddellijk de stroom en verhindert dat de computer wordt ingeschakeld. In de AAN-stand kan de computer normaal werken. De SECURE-positie is bedoeld voor gebruik als server: in deze positie staat de stroom altijd aan en bij een stroomonderbreking start de computer automatisch weer op wanneer er terug stroom is. Deze positie schakelt ook het toetsenbord, de muis en het diskettestation uit.
Uitbreiding: Het moederbord heeft vijf NuBus-slots en een Processor Direct Slot, maar omdat het PDS in het verlengde van één van de NuBus-slots geplaatst is, kunnen slechts vier NuBus-slots gebruikt worden als er een PDS-kaart geïnstalleerd is. De NuBus-90-standaard werd gedeeltelijk ondersteund, waardoor kaarten wel op 20 MHz met elkaar, maar slechts op 10 MHz met de processor konden communiceren.
Video: Het moederbord heeft standaard 1 MB VRAM, met 4 SIMM-slots die een uitbreiding tot 2 MB mogelijk maken.
Systeemsoftware: De Quadra 950 werd standaard geleverd met System 7.0.1 en was een van de eerste Macintoshes die Mac OS 8 kon draaien. Met een Power Macintosh Upgrade Card kon zelfs Mac OS 9.1 gebruikt worden. Ook A/UX versies 3.0 tot 3.1.1 konden geïnstalleerd worden. De Workgroup Server 95 werd standaard geleverd met A/UX.
Serverconfiguratie: De Workgroup Server 95-modellen bevatten de Workgroup Server PDS Card met extra Level 2 CPU-cache en twee SCSI-controllers (met twee interne en één externe SCSI-connector) met DMA-mogelijkheden om de I/O-belasting op de CPU te verminderen. Deze kaart was speciaal ontwikkeld voor gebruik met A/UX.

## Modellen
Beschikbaar vanaf 18 mei 1992:
- Macintosh Quadra 950:[5] 33 MHz 68040 CPU, 8 MB RAM, zonder harde schijf of met een 230 MB of 400 MB harde schijf[a]

Beschikbaar vanaf 22 maart 1993:
- Workgroup Server 95:[6] verkocht in verschillende configuraties, allemaal met een 33 MHz 68040-processor en Workgroup Server PDS Card. In de Verenigde Staten werden de configuraties opgesplitst in "File and Print" en "Database"-configuraties:
  - File/Print: 16 MB RAM, 230 MB harde schijf, 128 KB L2 cache
  - File/Print: 16 MB RAM, 500 MB harde schijf, DDS DAT-tapedrive, 256 KB L2 cache
  - File/Print: 32 MB RAM, 1 GB harde schijf, DDS DAT-tapedrive, AppleShare Pro, 512 KB L2 cache
  - Database: 32 MB RAM, 230 MB en 500 MB harde schijven, DDS DAT-tapedrive, 256 KB L2 cache
  - Database: 48 MB RAM, 230 MB en 1 GB harde schijven, DDS DAT-tapedrive, 512 KB L2 cache

## Specificaties
- Processor: Motorola 68040, 33 MHz
- Systeembus snelheid: 33 MHz
- ROM-grootte: 1 MB
- Databus: 32 bit
- RAM-type: 80 ns 30-pin SIMM
- Standaard RAM-geheugen: 8 MB (Quadra 950), 16 MB (AWS 95)
  - Uitbreidbaar tot maximaal 256 MB
  - RAM-sleuven: 16 (per vier)
- Standaard video-geheugen: 1 MB VRAM[b]
  - Uitbreidbaar tot maximaal 2 MB VRAM[c]
- Standaard diskettestation: 3,5-inch, 1,44 MB
- Standaard harde schijf: 230 MB, 400 MB of 1 GB (SCSI)
- Standaard optische schijf: geen (optionele SCSI cd-lezer met dubbele snelheid)
- Standaard tapedrive: geen (optionele 2 GB SCSI DDS DAT-tapedrive)
- Uitbreidingssleuven: 5 NuBus, PDS
- Type batterij: 3,6 volt Lithium
- Uitgangen:
  - 1 ADB-poort (mini-DIN-4) voor toetsenbord en muis
  - 1 video-poort (DB-15)
  - 1 SCSI-poort (DB-25)
  - 1 Ethernet poort (AAUI-15)
  - 2 seriële poorten (mini-DIN-8)
  - 1 audio-uit (3,5 mm jackplug)
  - 1 microfoon (3,5 mm jackplug)
  - 1 audio-in links (tulpstekker)
  - 1 audio-in rechts (tulpstekker)
- Ondersteunde systeemversies: System 7.0.1 t/m Mac OS 9.1 en A/UX 3.0 t/m 3.1.1
- Afmetingen: 47,25 cm × 22,6 cm × 52,32 cm (h×b×d)
- Gewicht: 16,7 kg

Uit productie: 1984: Macintosh 128K, Macintosh 512K · 1985: Macintosh XL · 1986: Macintosh Plus · 1987: Macintosh II, Macintosh SE · 1988: Macintosh IIx · 1989: Macintosh SE/30, Macintosh IIcx, Macintosh IIci, Macintosh Portable · 1990: Macintosh IIfx, Macintosh Classic, Macintosh IIsi, Macintosh LC serie · 1991: Macintosh Quadra 700, Macintosh Quadra 900, Apple PowerBook · Macintosh Classic II · 1992: Macintosh IIvx, Macintosh Quadra 950, PowerBook Duo, Macintosh Performa serie · 1993: Macintosh Centris serie, Macintosh Color Classic, Macintosh TV · Apple Workgroup Server · 1994: Power Macintosh · 1997: Power Macintosh G3, PowerBook G3, Twentieth Anniversary Macintosh · 1998: iMac · 1999: iBook, Power Mac G4 · 2000: Power Mac G4 Cube · 2001: PowerBook G4 · 2002: eMac, iMac G4 · 2003: Xserve, Power Mac G5 · 2004: iMac G5 · 2005: Mac mini · 2006: MacBook · 2015: MacBook (Retina) · 2017: iMac Pro

Huidige modellen: MacBook Air, MacBook Pro, iMac, Mac mini, Mac Studio, Mac Pro